# ماركو مياتوفيتش
ماركو مياتوفيتش هو لاعب كرة قدم صربي في مركز الوسط، ولد في 2 يوليو 1988 في كوتور في الجبل الأسود. لعب مع نادي لوشنيا.

## وصلات خارجية
- ماركو مياتوفيتش على موقع قاعدة بيانات كرة القدم.إي يو (الإنجليزية)
- ماركو مياتوفيتش على موقع Soccerway.com (الإنجليزية)